# Hudson & Rex
Hudson & Rex é uma série de televisão canadense de comédia dramática e policial baseada na série austríaca-italiana Kommissar Rex. Estreou no canal Citytv em 25 de março de 2019. As filmagens começaram em outubro de 2018, com produção progredindo em São João da Terra Nova. Em 30 de maio de 2019, Shaftesbury e Pope Productions anunciaram que o Citytv renovou a série para uma segunda temporada.
A segunda temporada estreou em 24 de setembro de 2019. A série foi a maior audiência do canal e garantiu uma terceira temporada. A renovação foi anunciada na Breakfast Television em junho e a temporada  começou a ser produzida em julho, com todo o trabalho dentro das diretrizes de saúde pública em relação ao COVID-19.

## Sinopse
A história é focada na parceria entre o detetive Charlie Hudson e um extraordinário ex-cão K9 chamado Rex. Quando um crime intrigante surge, a dupla dinâmica entra no caso - com o trabalho hábil do detetive Charlie e os sentidos caninos apurados de Rex - eles são imparáveis no combate ao crime. 

## Elenco
- John Reardon como Detetive Charlie Hudson
- Mayko Nguyen como Chefe da Forense Sarah Truong
- Kevin Hanchard como Superintendente Joseph Donovan
- Justin Kelly como Especialista em TI Jesse Mills
- Diesel vom Burgimwald como Rex
- Raven Dauda como Sargento Jan Renley, treinadora policial de Rex (temporada 1)
- Brittany Bristow como Melissa (temporada 4)

## Filmagens
Hudson & Rex foi filmada em vários locais da cidade de São João da Terra Nova, principalmente no campus da Universidade Memorial de Terra Nova. O Centro Bruneau (antigo Centro INCO) funciona também como a sede do fictício Departamento de Polícia de São João, enquanto o resto do campus foi usado para retratar a igualmente fictícia Universidade Heritage de Terra Nova e Labrador.

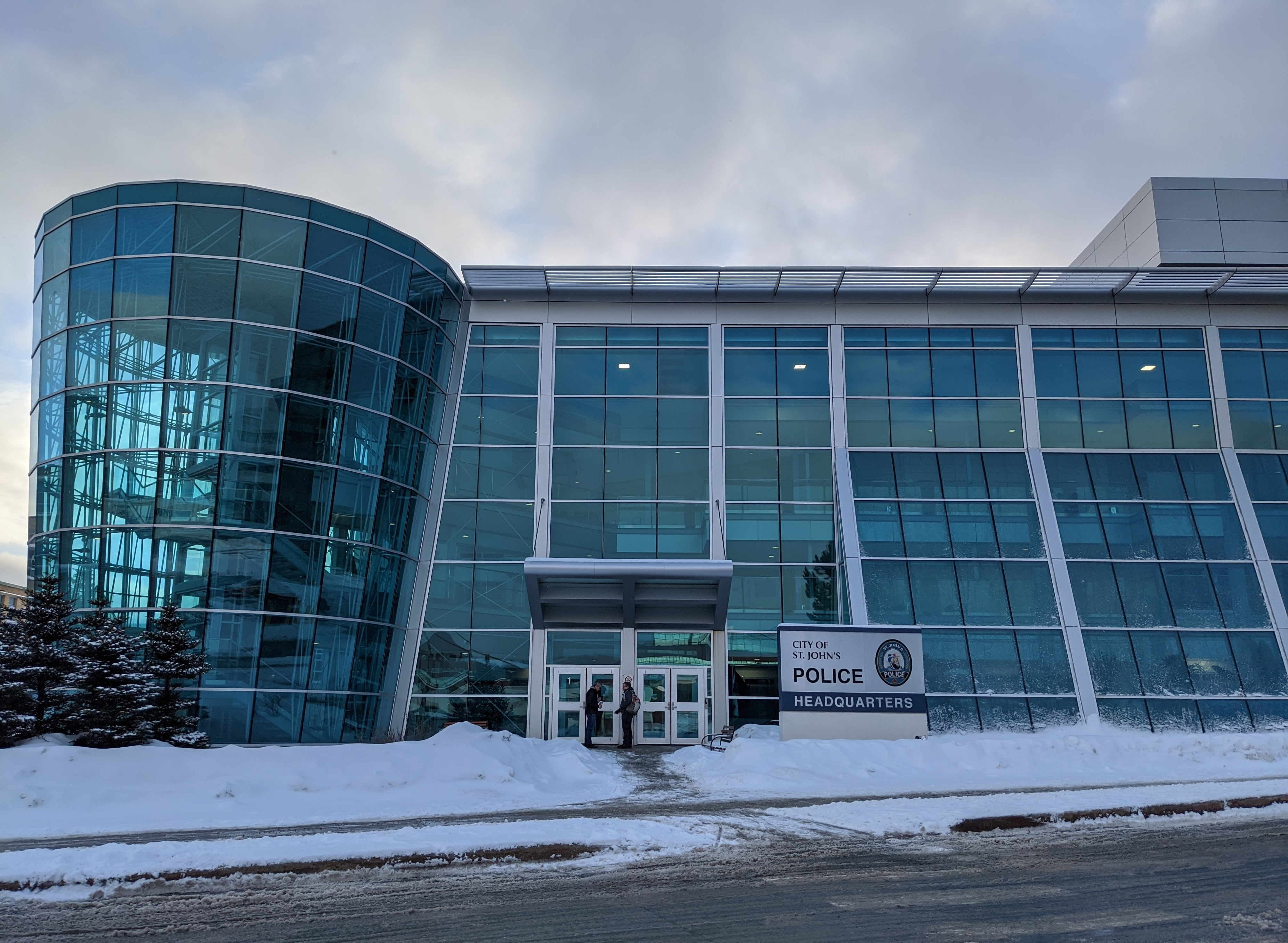
O Centro Bruneau.
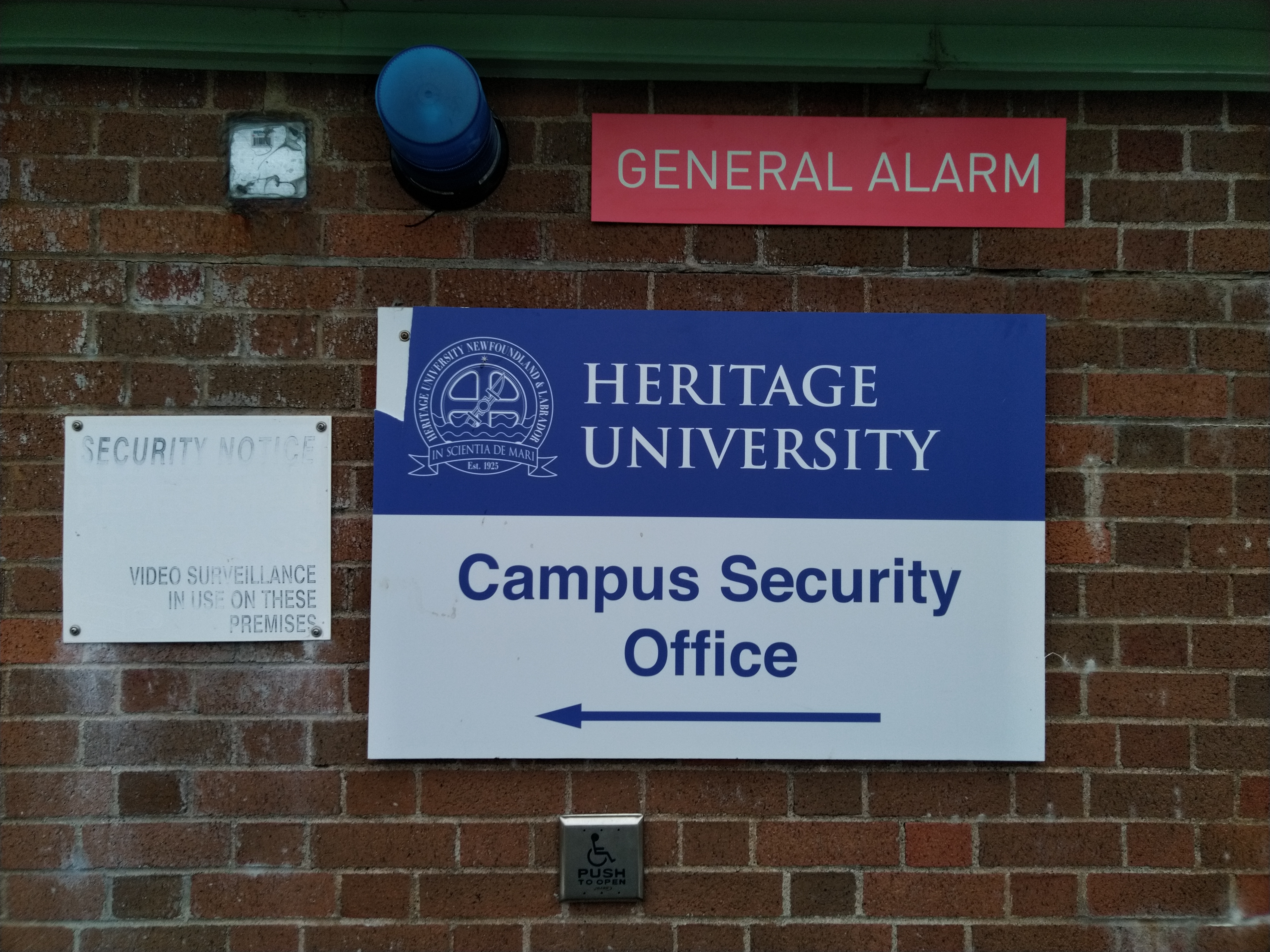
Uma placa para a fictícia Universidade Heritage.
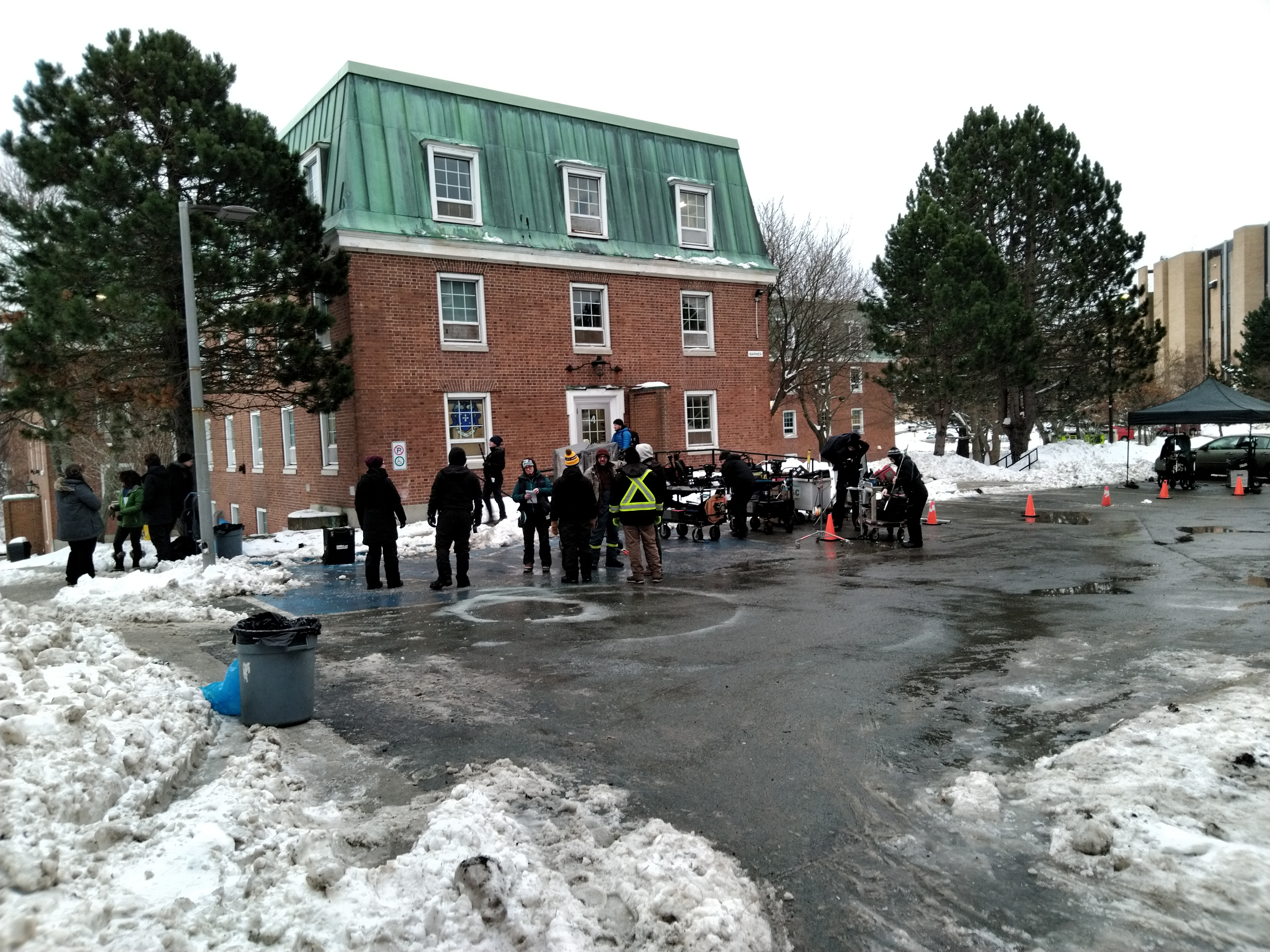
Filmando no Colégio Paton
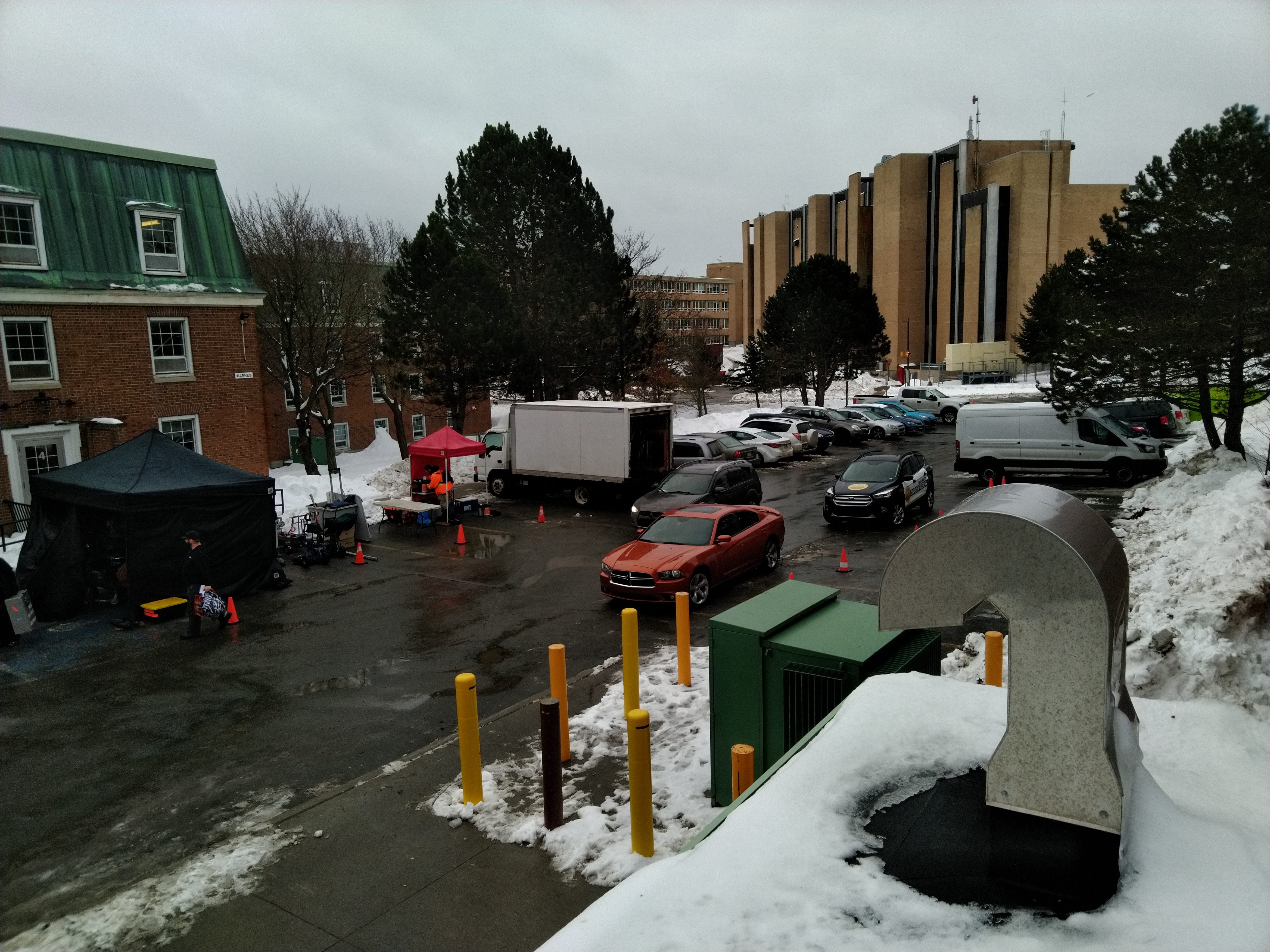
O carro laranja muscle pertencente ao protagonista Charlie Hudson.
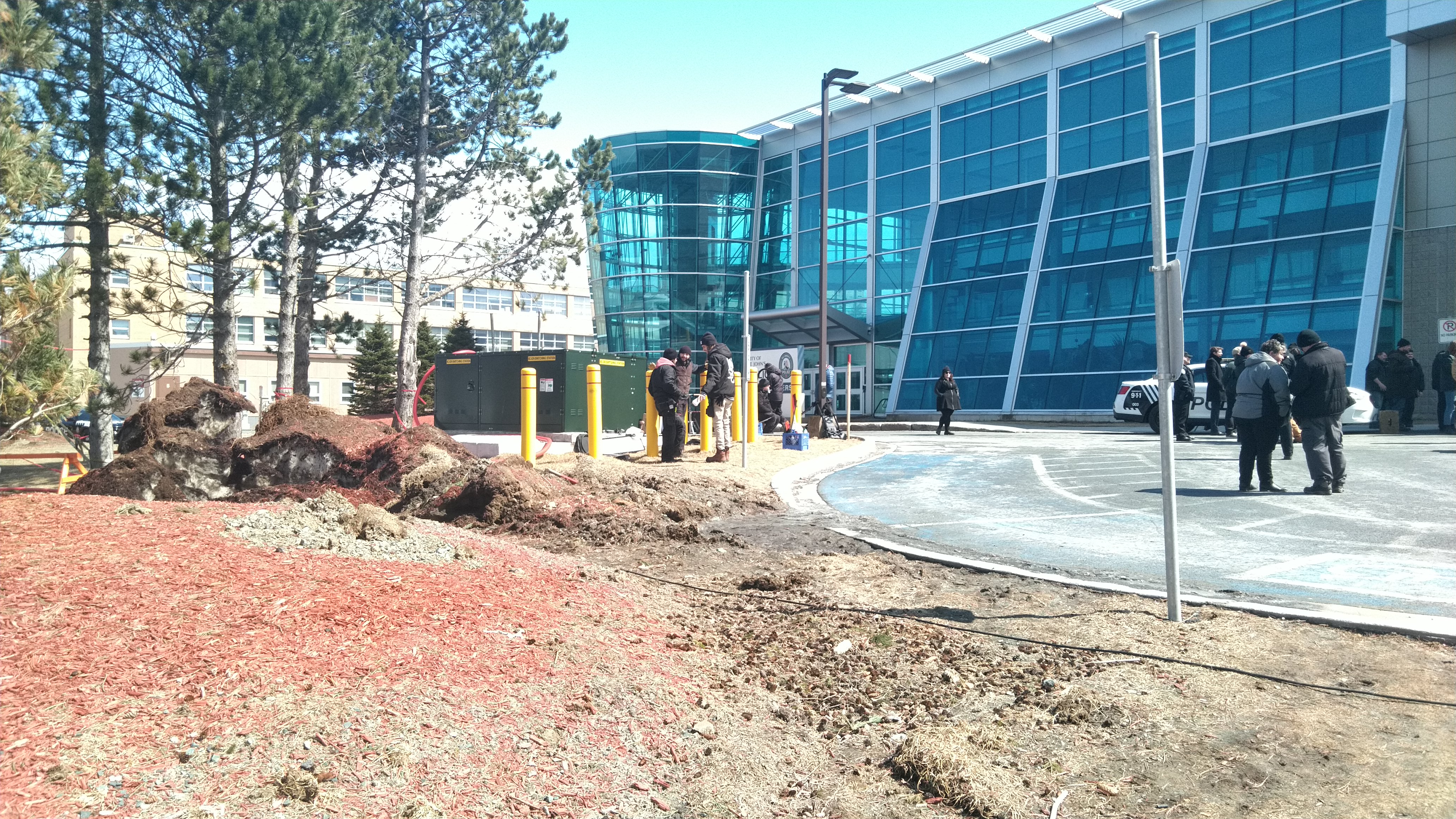
Filmando no Centro Bruneau.